# SEAT Alhambra
SEAT Alhambra – samochód osobowy typu van klasy średniej produkowany pod hiszpańską marką SEAT w latach 1996 – 2020.

## Pierwsza generacja

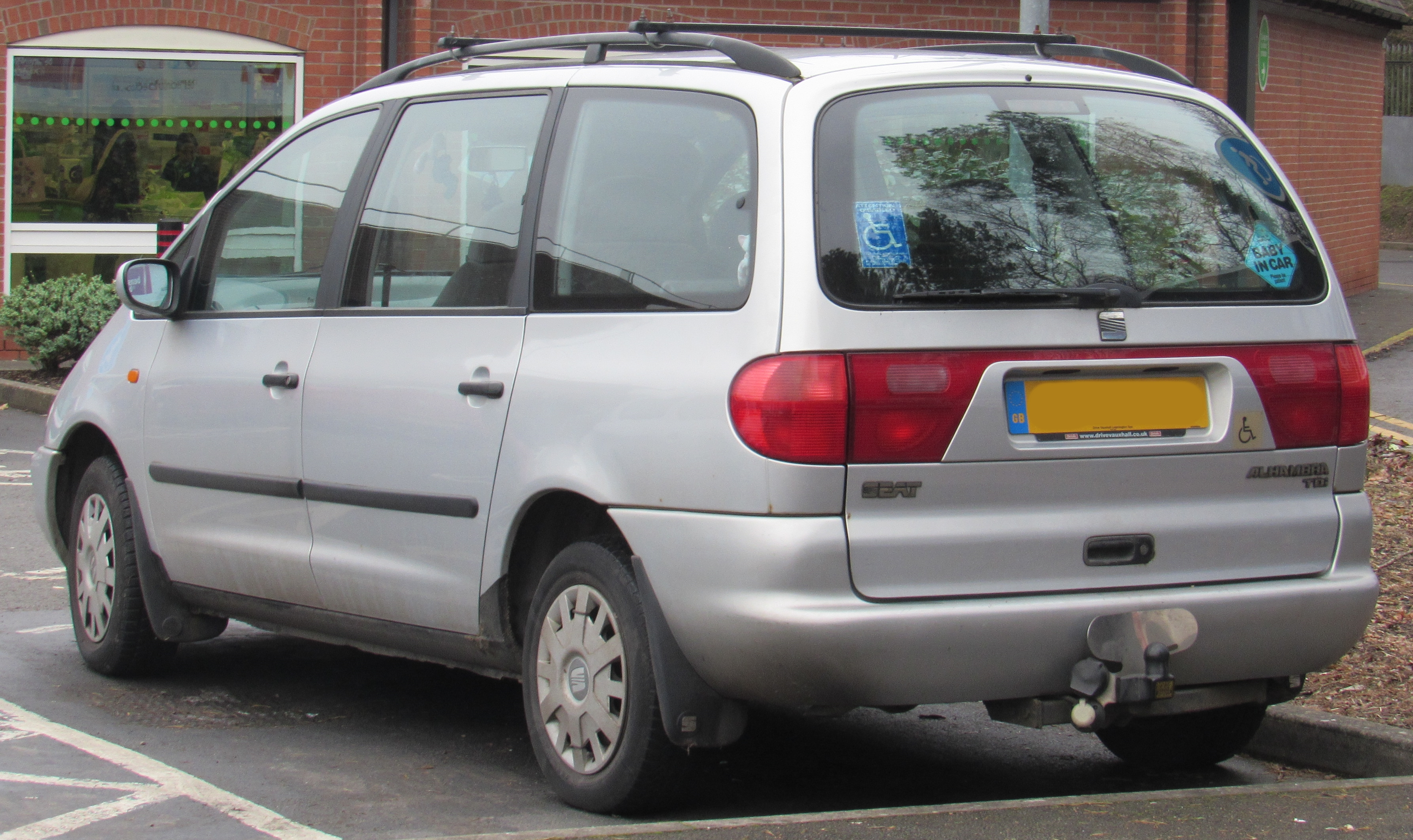
SEAT Alhambra I - tył przed liftingiem

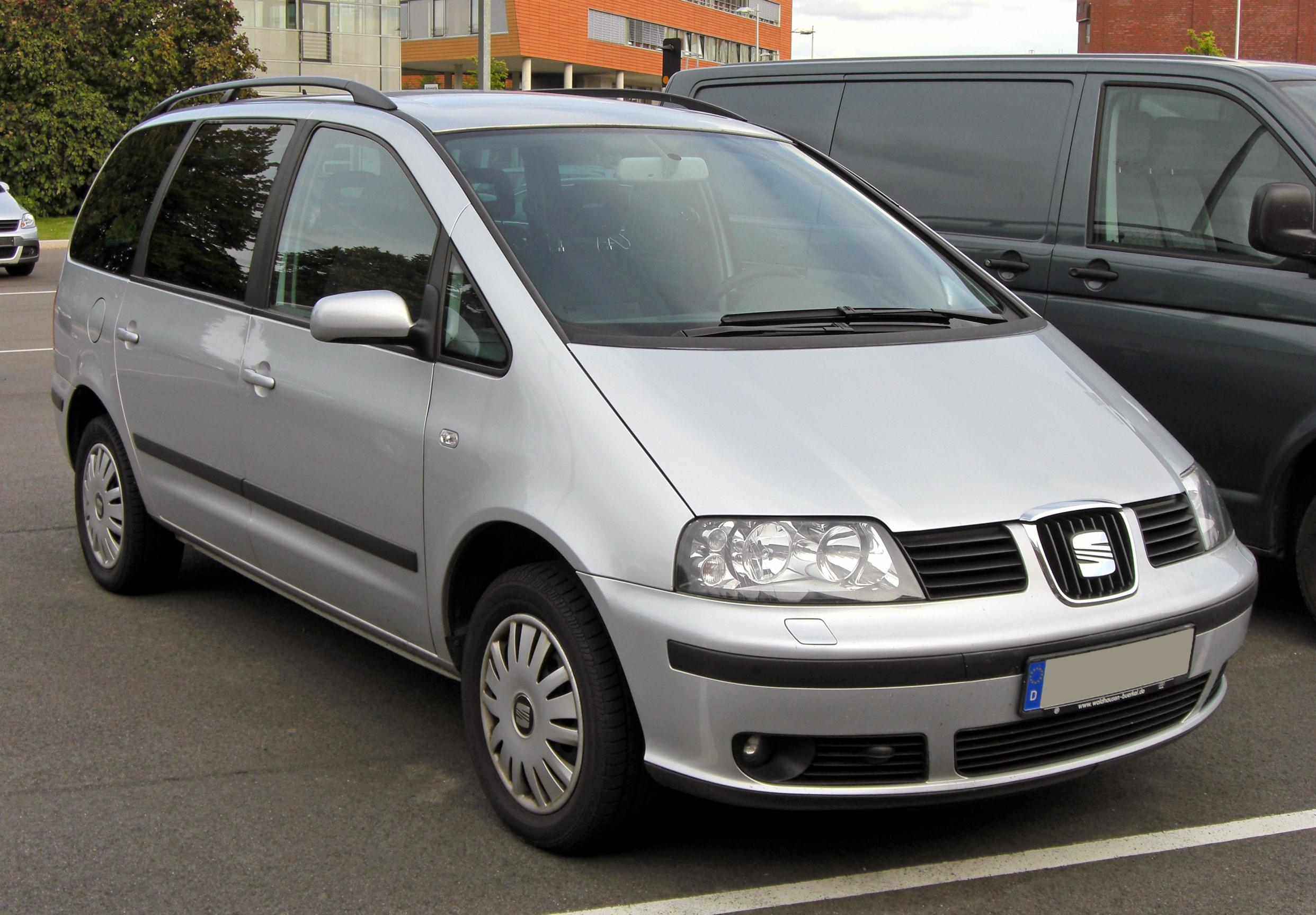
SEAT Alhambra I po liftingu

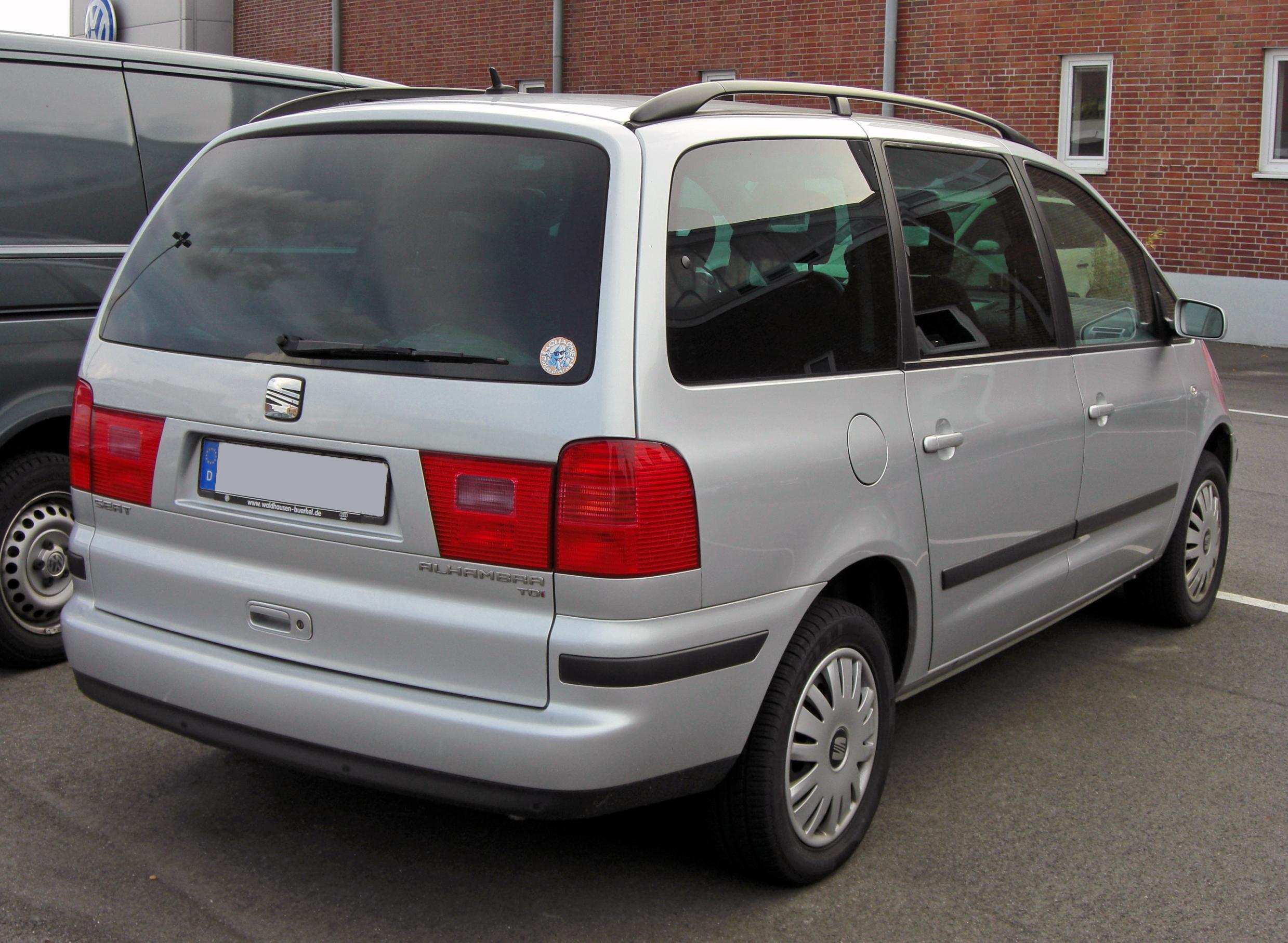
SEAT Alhambra I - tył po liftingu

SEAT Alhambra I został wprowadzony do produkcji w 1996 roku.
Samochód zaprezentowano jako ostatni z bliźniaczych modeli produkowanych we współpracy koncernu Volkswagen AG z amerykańskim koncernem Ford Motor Company (Volkswagen Sharan, SEAT Alhambra, Ford Galaxy). W 2000 roku przeprowadzono face lifting wraz z bliźniaczymi modelami zmieniając głównie przednią część auta oraz wnętrze.

### Silniki
Benzynowe:
- 1.8 20V Turbo 150 KM
- 2.0 115 KM
- 2.8 VR6 174KM
- 2.8 VR6 24V 204 KM

Wysokoprężne:
- 1.9 TDI 90 KM
- 1.9 TDI 110 KM
- 1.9 TDI 115 KM
- 1.9 TDI 130 KM
- 1.9 TDI 150 KM
- 2.0 TDI 140 KM

## Druga generacja

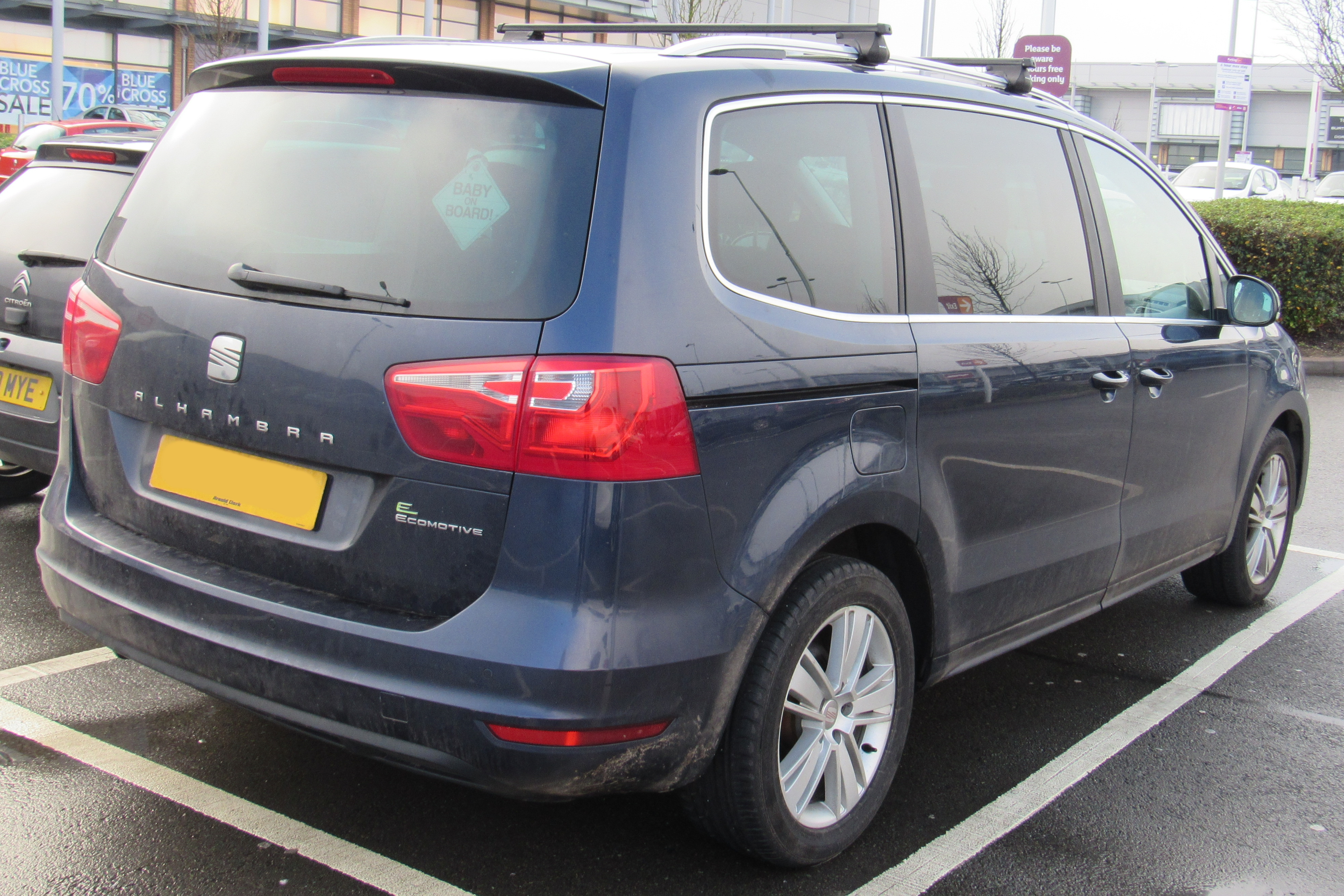
Seat Alhambra II – tył

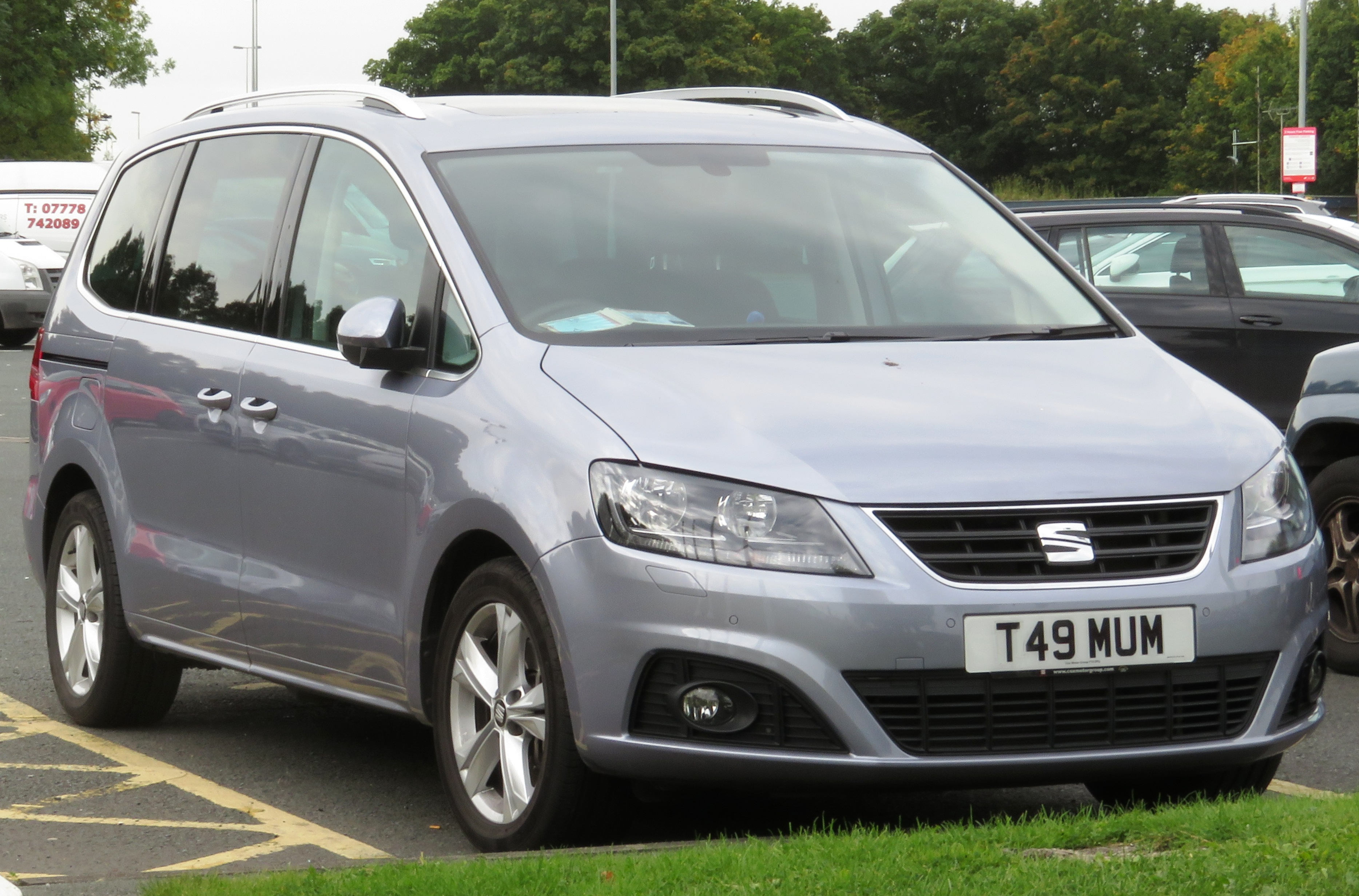
Seat Alhambra II po liftingu

SEAT Alhambra II został po raz pierwszy zaprezentowany podczas targów motoryzacyjnych Genewie w 2010 roku. 
Pojazd ma bardziej dynamiczny charakter w stosunku do poprzednika oraz szerokie nadwozie o muskularnych proporcjach. Auto wyposażone zostało w asystenta świateł drogowych, który wykrywa pojazd nadjeżdżający z przeciwka i automatycznie zmienia światła drogowe na światła mijania.

### Lifting
W kwietniu 2015 roku Seat zaprezentował odświeżony model Alhambra. Auto otrzymało nowe reflektory przednie wykonane w technologii LED, nowy wzór atrapy chłodnicy i zmodernizowaną konsolę środkową. Zmianom poddano także paletę jednostek napędowych, która obejmuje teraz dwa silniki benzynowe TSI (150 KM i 220 KM) oraz dwulitrowy motor 2.0 l TDI oferowany w trzech wariantach mocy: 115 KM, 150 KM i 184 KM.

### Koniec produkcji
Po tym, jak z powodu pandemii koronawirusa produkcja w portugalskich zakładach Volkswagena została wstrzymana w połowie marca 2020 roku, SEAT poinformował, że produkcja Alhambry nie będzie wznawiana i samochód zniknie z oferty bez następcy. Ostatecznie produkcja Alhambry skończyła jesienią tego samego roku.

### Silniki
Benzynowe:
- 1.4 TSI 150 KM
- 2.0 TSI 220 KM

Wysokoprężne:
- 2.0 TDI 144 KM
- 2.0 TDI 170 KM
- 2.0 TDI 177 KM

### Wersje wyposażeniowe
- Reference
- Style
- Style Advanced
- FR